# Araneus cungei
Araneus cungei este o specie de păianjeni din genul Araneus, familia Araneidae, descrisă de Bakhvalov, 1974. Conform Catalogue of Life specia Araneus cungei nu are subspecii cunoscute.